# فاليري نيكيتين
فاليري نيكيتين (بالإستونية: Valeri Nikitin)‏ هو مصارع رياضي إستوني، ولد في 28 نوفمبر 1969 في هابسالو في إستونيا.

## وصلات خارجية
- فاليري نيكيتين على موقع قاعدة بيانات المصارعة الدولية (الإنجليزية)
- فاليري نيكيتين على موقع أوليمبيديا (الإنجليزية)